# Todesgedicht

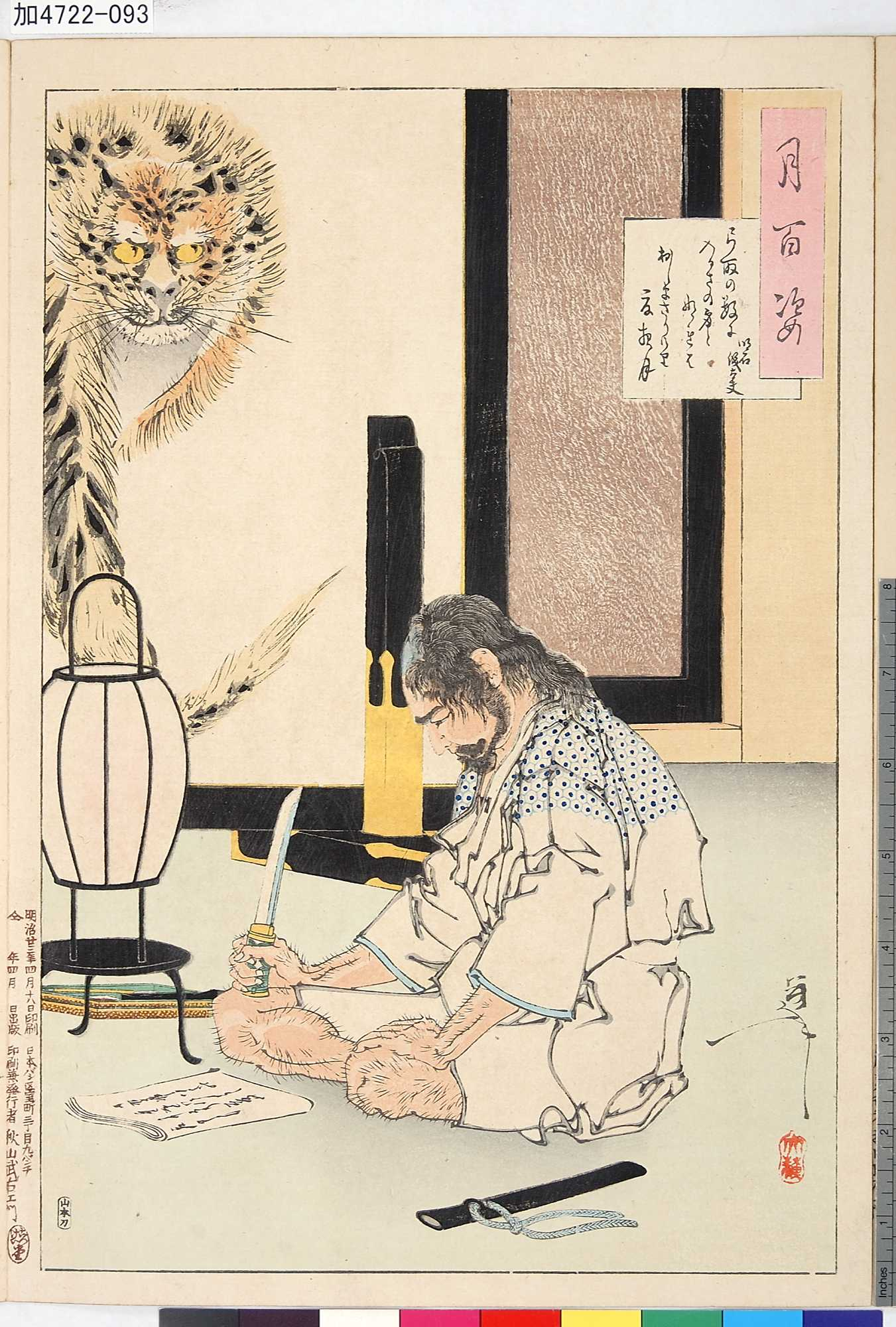
General Akashi Gidayu bereitet sich vor, Seppuku zu begehen, nachdem er 1582 eine Schlacht für seinen Herren verloren hat. In dieser Darstellung Yoshitoshis ist das fertiggestellte Todesgedicht in der oberen rechten Ecke zu sehen.

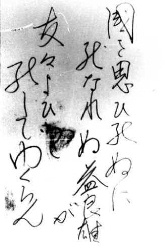
Todesgedicht von Kuroki Hiroshi, eines japanischen Soldaten, der bei einem U-Boot-Unfall am 7. September 1944 starb

Ein Todesgedicht (japanisch 辞世の句, jisei no ku) ist ein Gedicht, das jemand schreibt, der seinem Tod nahe ist. Es ist in verschiedenen Kulturen, darunter Japan, für gebildete Personen Brauch, eines zu schreiben.

## Beschreibung
Poesie war lange Zeit ein Kernstück der japanischen Tradition, in enger Verbindung zur religiösen Praxis. Das Gedicht sollte elegant und natürlich sein und neutrale Gefühle aus dem Umkreis der Lehren des Buddhismus oder Shinto (und möglicherweise auch des Christentums) darstellen. Mit Ausnahme der frühesten Werke dieser Tradition wurde es als ungehobelt angesehen, den Umstand des Sterbens direkt anzusprechen. Man kann jedoch mit Untertönen von Worten wie Sonnenuntergang oder fallende Kirschblüten die Unvermeidlichkeit des Todes andeuten.
Es war üblich, sich über dieses einmalige Ereignis im Leben bereits vorher zu beraten, gelegentlich auch lange vor dem Tod, um ein Gedicht zu entwerfen. Es ändert sich viel im Leben eines Menschen, und so konnten die Gedichte oft neu geschrieben werden. Dieses Umschreiben wurde fast niemals erwähnt, um das Andenken an den Verstorbenen nicht zu beflecken.
Sowohl chinesische als auch japanische Zen-Mönche schreiben Todesgedichte (entweder in Gedichten chinesischen Stils (Kanshi) oder japanischen Stils Waka oder Haiku), ebenso ist es Tradition für Haiku-Dichter und jeden, der es wünscht, eines zu schreiben.
Es ist ein alter Brauch für gebildete Personen in Japan, auf dem Totenbett ein Jisei zu dichten. Eine der ältesten Jisei wurde von Prinz Otsu rezitiert, bevor er 686 hingerichtet wurde. Berühmte Todesgedichte sind von dem Haiku-Dichter Bashō, dem Mönch Ryōkan, dem Erbauer der Burg Edo Ōta Dōkan, und dem Holzdruck-Meister Tsukioka Yoshitoshi.
Manche Dichter hinterließen ihre Todesgedichte in mehreren Formen. Prinz Otsu als Waka und Kanshi, der Teemeister Sen no Rikyū als Yuige (遺偈) – buddhistisches Todesgedicht – in Kanshi-Form und als Kyōka (狂歌) – satirisches Tanka.
Das Todesgedicht hatte manchmal den Neben-Aspekt eines Testamentes und versöhnte Differenzen zwischen verschiedenen Personen.
In einem den Regeln entsprechenden Seppuku ist es eines der Rituale, ein Todesgedicht zu schreiben. Dieses ist im Waka-Stil geschrieben. Asano Naganori, der Daimyo, dessen Suizid durch die 47 Rōnin gerächt wurde, schrieb ein Gedicht, in dem Kommentatoren einen Hinweis auf Unreife und fehlenden Charakter finden, die vor allen Dingen dazu führten, dass ihm befohlen wurde, zur Wiederherstellung seiner Ehre Seppuku zu begehen.

## Beispiele
Das Todesgedicht des Katsushika Hokusai hat die Form eines Haiku:
| Japanisch                    | Transkription                             | Übersetzung                                                        |
| ---------------------------- | ----------------------------------------- | ------------------------------------------------------------------ |
| ひと魂で ゆく気散じや 夏の原 | hitodama de yuku kisanji ya natsu no hara | Als ein Geist werde ich jetzt umherschweifen in den Sommerfeldern. |

Der Hitodama (wörtlich: Menschenseele) verlässt den Körper im Augenblick des Sterbens in Form eines blassblauen Feuerballs, der 49 Tage in der Nähe des Heims des Verstorbenen bleibt. Das folgende Gedicht sprach der Mönch Ryokan (1757–1831) der ihn pflegenden Nonne in seinen letzten Augenblicken zu:
| Japanisch                            | Transkription                          | Übersetzung                                                                |
| ------------------------------------ | -------------------------------------- | -------------------------------------------------------------------------- |
| うらを見せ おもてを見せて 散るもみじ | Ura o mise omote o misete chiru momiji | Mal zeigt es die Rückseite, mal die Vorderseite, ein Ahornblatt im Fallen. |

## Zitate
„In unserem Land schreiben die Zen-Mönche Sterbegedichte. Die meisten von ihnen verfassen das Gedicht bereits, wenn sie noch gesund sind, und tun dann, wenn sie sterben, so, als dichteten sie es spontan. Manche dieser Gedichte sind Unsinn; andere verdienen höchste Anerkennung.“

„Zen-Mönche … schreiben gewöhnlich Sterbegedichte. Ich weiß selbst von zwei oder drei Mönchen, die ihre Gedichte im Augenblick des Todes verfassten – ein sehr schwieriges Unterfangen. Sie dachten vielleicht, dass sie es für ihre Schüler täten, aber will man den Gang der Natur respektieren, so ist eine derartige Praxis ganz und gar nicht angebracht … Das Motiv, sich so große Mühe zu geben, ein Sterbegedicht zu schreiben, ist der Wunsch, bei anderen Eindruck zu machen.“